# Wacław Dzierzgowski

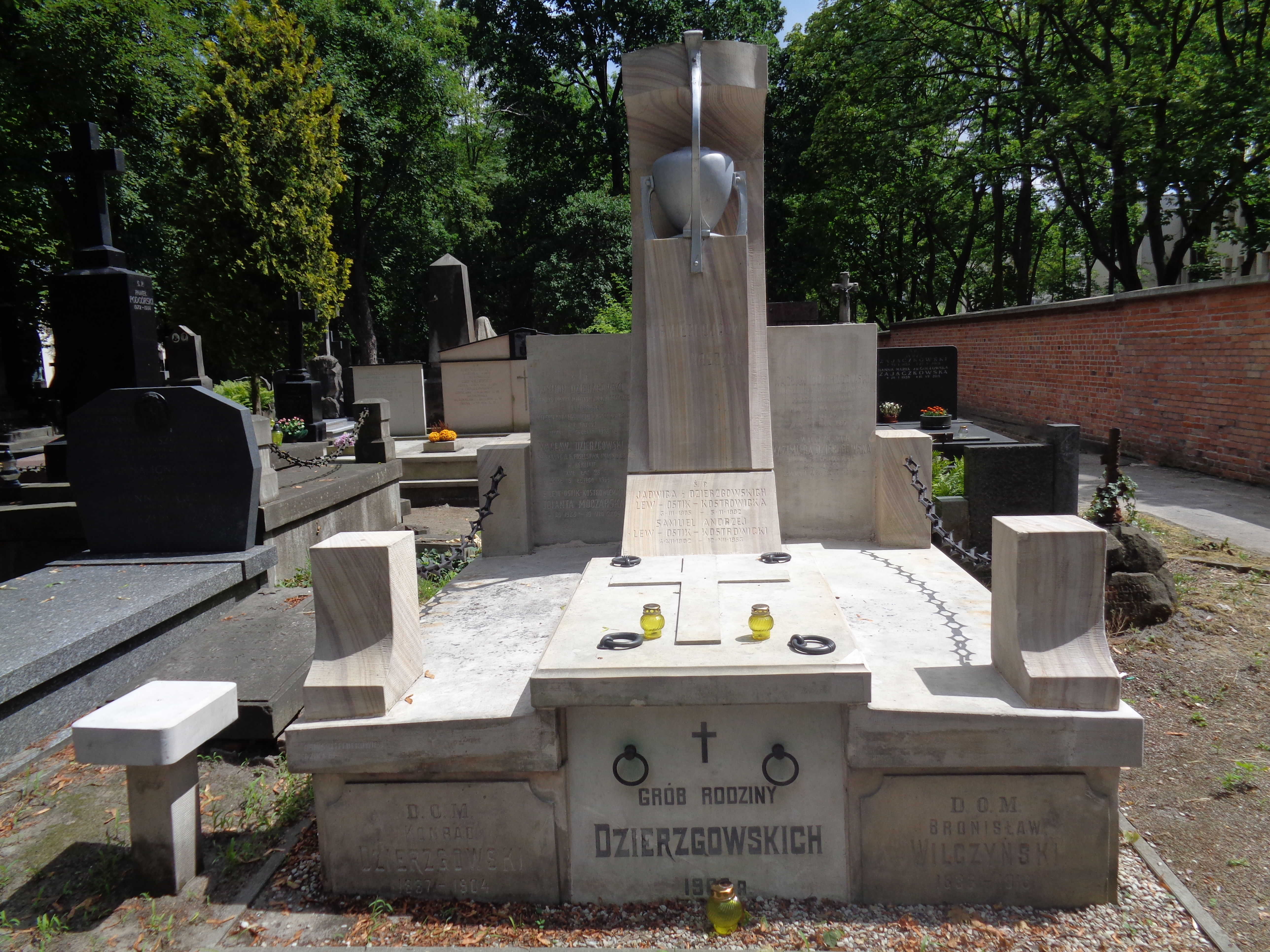
Grób Szymona i Wacława Dzieżgowskich na cmentarzu Powązkowskim

Wacław Dzierzgowski (ur. 1865, zm. 28 maja 1927) – polski urzędnik ministerialny w II Rzeczypospolitej.

## Życiorys
Urodził się w 1865. Po odzyskaniu przez Polskę niepodległości został urzędnikiem służby państwowej w Ministerstwie Skarbu. Pełnił funkcję zastępcy dyrektora ceł, a z tego stanowiska w pierwszej połowie 1919 został mianowany na stanowisko naczelnego dyrektora podatków. Pełnił funkcję podsekretarza stanu w ministerstwie. Piastował stanowisko dyrektora Banku Polskiego.
2 maja 1923 został odznaczony Krzyżem Komandorskim Orderu Odrodzenia Polski „za zasługi, położone na polu organizacji skarbowości w Rzeczypospolitej Polskiej”.
Zmarł 28 maja 1927 w wieku 62 lat. Został pochowany w grobowcu rodzinnym na cmentarzu Powązkowskim w Warszawie (kwatera 173, rząd 6, miejsce 33, 34).
Jego żoną była Kazimiera z domu Wilczyńska (zm. 1939). Ich córką była Jadwiga Dzierzgowska (1905-1992).
Jego bratem był Szymon Dzierzgowski (1866-1928, chemik). Wywodził się po kądzieli z senatorskich rodów Hutten-Czapskich.